# Servando Pérez
Servando Pérez est un arbitre argentin de football des années 1920.

## Carrière
Il a officié dans des compétitions majeures : 
- Copa América 1922 (2 matchs)
- Copa América 1923 (3 matchs)
- Copa América 1924 (1 match)